# Amikacina
L’ Amikacina è un antibiotico aminoglicosidico semisintetico derivato dalla kanamicina A impiegato nel trattamento delle infezioni causate da ceppi di batteri Gram negativi più resistenti e alcuni batteri Gram positivi.
Viene sintetizzato mediante acilazione con la catena laterale l-(-)-γ-amino-α-idrossibutirrica al gruppo amminico C-1 del gruppo deoxystreptamine della kanamicina A.
La proprietà unica dell'amikacina è la sua attività contro ceppi di bacilli Gram negativi più resistenti, come Acinetobacter baumanii e Pseudomonas aeruginosa. Inoltre, l'amikacina mostra un'eccellente attività contro la maggior parte dei bacilli Gram negativi aerobici della famiglia Enterobacteriaceae, inclusi Nocardia e alcuni Mycobacterium (M. avium-intracellulare, M. chelonae e M. fortuitum). Il M. avium-intracellulare è un tipo di micobatterio non tubercolare presente nell'acqua e nel suolo. I sintomi di questa malattia includono tosse persistente, affaticamento, calo ponderale, sudorazioni notturne e dispnea, oltre alla presenza di sangue nell'espettorato.
Attualmente, l'amikacina viene utilizzata in diverse forme, tra cui somministrazione per via parenterale, gel per applicazione topica e dispersione per nebulizzatore.
Nel settembre 2018, una sospensione liposomiale per inalazione è stata approvata dalla Food and Drug Administration per il trattamento di malattie polmonari causate dal batterio complesso Mycobacterium avium in una piccola popolazione di pazienti affetti da questa malattia che non risponde ai trattamenti tradizionali.

## Farmacologia

### Indicazione d'uso
L'amikacina iniettabile come solfato è indicata nel trattamento a breve termine di gravi infezioni batteriche causate da ceppi suscettibili di batteri Gram-negativi, inclusi Pseudomonas species, Escherichia coli, specie di Proteus sia indolo-positivi che indolo-negativi, specie di Providencia, specie di Klebsiella-Enterobacter-Serratia e Acinetobacter (Mima-Herellea) species.
Studi clinici hanno dimostrato che l'iniezione di amikacina solfato è efficace nella setticemia batterica compresa la sepsi neonatale, nelle infezioni gravi delle vie respiratorie, delle ossa e delle articolazioni, del sistema nervoso centrale compresa la meningite e della pelle e dei tessuti molli; nelle infezioni intra-addominali compresa la peritonite, nelle infezioni post-operatorie e da ustioni compresa la chirurgia vascolare.
Studi clinici hanno anche dimostrato che l'amikacina è efficace nelle infezioni gravi, complicate e ricorrenti del tratto urinario causate dagli organismi sopra citati. Gli aminoglicosidi, compresa l'amikacina, non sono indicati nelle infezioni del tratto urinario non complicate di prima insorgenza, a meno che gli organismi responsabili non siano sensibili a antibiotici meno tossici.
Nel settembre 2018, è stata approvata una nuova indicazione con una nuova via di somministrazione per questo farmaco in sospensione liposomiale da inalare per il trattamento di malattie polmonari causate da un gruppo di batteri, il complesso Mycobacterium avium, in una popolazione limitata di pazienti affetti da questa malattia che non rispondono al trattamento convenzionale (malattia refrattaria). Questa indicazione è stata approvata mediante approvazione accelerata sulla base del raggiungimento della conversione della coltura dell'espettorato (definita come 3 colture consecutive negative al mese) entro il sesto mese di trattamento. Il beneficio clinico non è stato ancora stabilito.
Lo Staphylococcus aureus, compresi i ceppi resistenti alla meticillina, è l'organismo Gram-positivo principale sensibile all'amikacina e l'uso del farmaco nel trattamento delle infezioni stafilococciche, dovrebbe essere limitato solo alla terapia di seconda linea e dovrebbe essere limitato solo a quei pazienti affetti da infezioni gravi causate da ceppi di stafilococchi sensibili che non hanno mostrato sensibilità ad altri antibiotici disponibili.
Studi batteriologici dovrebbero essere effettuati per identificare gli organismi causativi e la loro sensibilità all'amikacina. L'amikacina può essere utilizzata come terapia iniziale nelle infezioni sospette da batteri Gram-negativi e la terapia può essere iniziata prima dell'ottenimento dei risultati dei test di sensibilità.

### Farmacodinamica
L'amikacina è un antibiotico aminoglicosidico che interagisce legandosi ai batteri, causando una lettura errata dell'mRNA del tRNA, rendendo i patogeni incapaci di sintetizzare proteine vitali per la loro crescita. Gli aminoglicosidi sono utili principalmente nel trattamento di infezioni che coinvolgono batteri aerobici Gram-negativi, come Pseudomonas, Acinetobacter e Enterobacter. Inoltre, alcuni micobatteri, inclusi quelli responsabili della tubercolosi, sono sensibili agli aminoglicosidi. Anche le infezioni causate da batteri Gram-positivi possono essere trattate con gli aminoglicosidi, tuttavia, altri antibiotici possono essere più potenti e meno tossici per gli esseri umani.

### Meccanismo d'azione
Il meccanismo d'azione principale dell'amikacina è lo stesso di quello per tutti gli aminoglicosidi ovvero il legame alla subunità ribosomiali 30S batteriche e interferisce con il legame dell'mRNA e i siti accettori del tRNA, ad esempio causando la terminazione precoce della proteina e l'incorporazione di aminoacidi errati. L'amikacina, così come gli altri amminoglicosidi, è generalmente battericida e probabilmente ha un ulteriore meccanismo d'azione che al momento rimane da determinare. Gli amminoglicosidi dimostrano un'azione di uccisione batterica che è dipendente dalla concentrazione e hanno anche un effetto post-antibiotico.
Quando combinata con le penicilline, l'amikacina può avere un effetto additivo su specifici microrganismi.
Quando combinata con i carbapenemi, l'amikacina può avere un effetto sinergico contro alcuni microrganismi gram-positivi.
L'amikacina potrebbe conservare l'attività contro ceppi resistenti a tobramicina e gentamicina a causa di una ridotta inattivazione da parte dell'acetilasi, adenilasi e fosforilasi batteriche. Pertanto, il suo uso clinico di routine dovrebbe essere riservato per trattare infezioni ospedaliere gravi di difficile gestione.

### Assorbimento
L'amikacina viene rapidamente assorbita dopo somministrazione intramuscolare e dal peritoneo e dalle pleure, mentre presenta uno scarso assorbimento per via orale e topica, così come durante irrigazioni vescicali e somministrazione intratecale. La biodisponibilità del farmaco è influenzata principalmente da differenze individuali nell'efficienza del nebulizzatore e dalla patologia delle vie aeree. Dopo somministrazione intramuscolare di una singola dose di amikacina di 7.5 mg/kg in adulti con funzione renale normale, si raggiungono concentrazioni plasmatiche di picco di 17-25 microgrammi/mL entro 45 minuti a 2 ore. Al termine di un'infusione endovenosa della stessa dose in 1 ora, le concentrazioni plasmatiche di picco del farmaco sono in media di 38 microgrammi/mL immediatamente dopo l'infusione, 5.5 microgrammi/mL a 4 ore e 1.3 microgrammi/mL a 8 ore.

#### Volume di distribuzione
Il volume di distribuzione di amikacina è di circa 24 L, corrispondente al 28% del peso corporeo in soggetti adulti sani. Dopo somministrazione di dosaggi abituali, l'amikacina è stata riscontrata in tessuti ossei, cardiaci, della cistifellea e del polmone. Il farmaco viene anche distribuito nella bile, nelle secrezioni bronchiali e nei fluidi interstiziali, pleurali e sinoviali.

#### Legame proteico
Il farmaco ha una bassa affinità per il legame proteico nel siero, pari o inferiore al 10%.

### Metabolismo
La struttura dell'amikacina è stata modificata per ridurre la possibile via di deattivazione enzimatica, al fine di ridurre la resistenza batterica. In vitro, molte specie di microrganismi Gram-negativi resistenti alla gentamicina e alla tobramicina sono risultate sensibili all'amikacina.

#### Via di eliminazione
Il farmaco viene principalmente eliminato dai reni e negli adulti con funzione renale normale, il 94-98% di una singola dose intramuscolare o endovenosa di amikacina viene escreto invariato attraverso la filtrazione glomerulare nel rene entro 24 ore. Nei pazienti con inalterata funzionalità renale l'amikacina può essere completamente eliminata entro circa 10-20 giorni.
Nei pazienti con funzione renale compromessa, la clearance dell'amikacina risulta ridotta; maggiore è il grado di compromissione, più lenta sarà l'eliminazione. L'intervallo tra le dosi di amikacina dovrebbe essere adeguato in base al livello di compromissione renale. Il tasso di clearance della creatinina endogena e la concentrazione di creatinina nel siero, che hanno una correlazione elevata con la emivita dell'amikacina nel sangue, possono essere utilizzati come guida per la posologia.

#### Emivita
L'emivita di eliminazione plasmatica dell'amikacina è di solito compresa tra 2 e 3 ore negli adulti con funzione renale normale, ma può variare significativamente tra 30 e 86 ore negli adulti con grave compromissione renale.

#### Clearance
Il tasso medio di clearance nel siero è di circa 100 mL/min, mentre la clearance renale è di 94 mL/min nei soggetti con funzione renale normale.

### Tossicità
La dose letale DL50 del farmaco somministrato per via orale è di 6000 mg/kg nel topo. Attualmente non esiste un antidoto per la tossicità e solo il 20% del farmaco è dializzabile, ma questo valore varia a seconda del tipo di filtro emodialitico utilizzato.
In circa il 5-25% dei pazienti può essere osservata una lieve e reversibile nefrotossicità. L'amikacina si accumula nelle cellule tubulari renali prossimali. La rigenerazione delle cellule tubulari avviene nonostante l'esposizione continua al farmaco. La tossicità si manifesta più comunemente alcuni giorni dopo l'inizio della terapia e può aggravare una preesistente malattia renale.
L'amikacina può causare ototossicità irreversibile. Questa tossicità sembra essere correlata all'esposizione cumulativa al farmaco. L'accumulo del farmaco nell'endolinfa e nel perilinfa dell'orecchio interno provoca danni irreversibili alle cellule ciliate della coclea o dell'apice delle creste ampollari nel complesso vestibolare. Inizialmente, la perdita dell'udito è a frequenze alte, ma può progredire alla perdita dell'udito a basse frequenze. Una tossicità più grave può portare a una degenerazione retrograda dell'ottavo nervo cranico (vestibolococleare). La tossicità vestibolare può causare vertigini, nausea, vomito, capogiri e perdita di equilibrio.
In aggiunta alle tossicità sopra descritte, l'amikacina può anche aggravare il blocco neuromuscolare, anche se questa è una situazione meno comune.

#### Utilizzo in Gravidanza
Il farmaco appartiene alla Categoria D in quanto la gentamicina e altri amminoglicosidi sono noti per attraversare la placenta. Esiste evidenza di un assorbimento selettivo della gentamicina da parte del rene fetale, che può causare danni ai nefroni immaturi. Sono stati riportati anche danni all'ottavo nervo cranico dopo esposizione intrauterina a alcuni amminoglicosidi. A causa della somiglianza chimica, tutti gli amminoglicosidi dovrebbero essere considerati potenzialmente nefrotossici e ototossici per il feto in via di sviluppo. I livelli terapeutici di amikacina nel sangue materno non garantiscono la sicurezza per il feto. Studi sulla tossicità riproduttiva su topi e ratti non hanno evidenziato effetti sulla fertilità o tossicità fetale.

#### Utilizzo durante l'allattamento
Non è noto se l'amikacina sia escreta nel latte materno e poiché i possibili effetti sul bambino non sono noti, se alle madri in allattamento viene somministrata amikacina, è consigliabile non allattare i neonati durante la terapia.